# Зімоне Озіґус
Зімоне Озіґус (нім. Simone Osygus, 30 вересня 1968) — німецька плавчиня.
Призерка Олімпійських Ігор 1992, 1996 років.
Призерка Чемпіонату світу з водних видів спорту 1991, 1998 років.
Призерка Чемпіонату світу з плавання на короткій воді 1997 року.
Чемпіонка Європи з водних видів спорту 1991, 1993, 1995, 1997 років.
Чемпіонка Європи з плавання на короткій воді 1991 року, призерка 1992 року.